# Bystričany
Bystričany (em húngaro: Besztercsény) é um município da Eslováquia, situado no distrito de Prievidza, na região de Trenčín. Tem 37,61 km² de área e sua população em 2018 foi estimada em 1.791 habitantes.

## Demografia
| Ano:        | 1994 | 2004   | 2014   | 2024   |
| ----------- | ---- | ------ | ------ | ------ |
| Broj ljudi: | 1796 | 1828   | 1806   | 1739   |
| Razlika:    |      | +1,78% | -1,20% | -3,70% |

| Ano:               | 2023 | 2024   |
| ------------------ | ---- | ------ |
| Número de pessoas: | 1754 | 1739   |
| Diferença:         |      | -0,85% |